# Fontaine McMillan

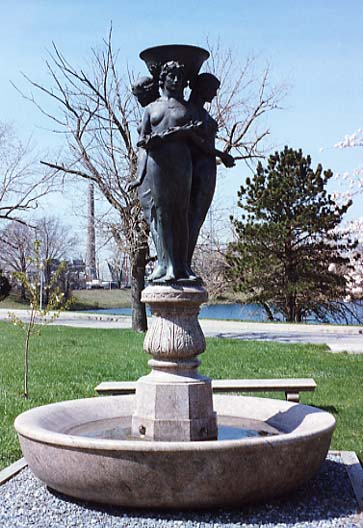
Fontaine McMillan, Herbert Adams, 1912

La fontaine McMillan, réalisée par le sculpteur Herbert Adams, est située à proximité du réservoir McMillan (en), dans le quartier de Bloomingdale à Washington. Elle fut réalisée pour rendre hommage à James McMillan.
L’œuvre, achevée en 1912 et inaugurée en octobre 1919, s'inspire des Trois Grâces de Raphaël qui trônent sur une base en granit rose. À l'origine, elle faisait partie d'un vaste décor dessiné par l'architecte et paysagiste Charles Adams Platt. Contrairement à beaucoup d'autres fontaines à Washington, qui étaient souvent laissées à sec pendant les étés extrêmement chauds, la fontaine de McMillan a fourni une source constante d'eau tout au long de l'année, offrant un endroit reposant et rafraichissant pour les résidents du quartier de Bloomingdale.
En 1941, la fontaine a été temporairement relocalisée sur le bord du parc McMillan puis non loin du mémorial de guerre du district de Columbia en vue de procéder à des travaux d'agrandissement du réservoir McMillan. Elle fut déplacée à nouveau en 1945 dans le secteur de West Potomac Park. La Commission des arts hésita longtemps sur le choix définitif de son emplacement avant que cette dernière revienne finalement à Bloomingdale à la suite de la réalisation de plans de revitalisation du quartier.